# 克拉克斯維爾 (愛荷華州)
克拉克斯維爾（英語：Clarksville）是一個位於美國愛荷華州巴特勒縣的城市。

## 地理
克拉克斯維爾的座標為42°46′58″N 92°40′11″W / 42.78278°N 92.66972°W，而該地的平均海拔高度為287米（即942英尺）。

## 人口
根據2010年美國人口普查的數據，克拉克斯維爾的面積為3.55平方千米，當中陸地面積為3.45平方千米，而水域面積為0.10平方千米。當地共有人口1439人，而人口密度為每平方千米405人。